# 우리은행
우리은행(영어: Woori Bank)은 대한민국의 은행으로, 본점은 회현동1가에 있다. 대한민국 국내 4대 시중은행 중 하나이며, 개인금융뿐 아니라 기업금융에도 강세를 보이고 있다. 우리은행은 삼성전자, CJ, 한화 등 국내 대기업과 한국과학기술원(KAIST), 포항공과대학교(POSTECH), 연세대학교, 한국외국어대학교(HUFS) 등 주요 대학교의 주거래 은행으로서 위상을 유지하고 있다.

## 역사

### 설립
우리은행은 1899년 대한제국 고종 황제의 자본을 받아 설립한 대한천일은행을 뿌리로 하고 있다. 1899년 1월 30일 광무 황제(고종)가 자본금을 대고 대한제국의 고위 관료들, 상업 자본가들이 주도하여 대한천일은행(大韓天一銀行)을 설립하였다. '대한'은 고종 황제의 대한제국에서 이름을 따온 것이고 '천일'(天一)은 "하늘 아래 첫째가는 은행"이라는 뜻이다. 초대 은행장은 민병석이었으나 자본금 납입이 여의치 않자 황실 자금을 받고 의민태자(영친왕 이은)를 은행장으로 추대하였다. 1899년 5월 10일 최초의 지점인 인천지점을 개점했다.

### 은행명 변경
대한천일은행은 일제의 금융 침탈에 맞서 1907년 국채보상운동을 벌이는 등 민족자본을 지키기 위해 노력하였다. 1910년 국권을 빼앗긴 후 1911년 '대한'이라는 말을 빼고 조선상업은행으로 개칭되었다. 1945년 광복 후에도 계속 '조선'이라는 말을 사용하다가 1950년 '조선'이라는 말을 빼고 은행명을 조선상업은행에서 한국상업은행으로 변경하였다.

### 합병
외환위기 이후 1999년 1월 한국상업은행과 한일은행이 대등합병하여 은행명을 한빛은행으로 변경했다. 2001년 12월 평화은행을 흡수합병한 후 2002년 5월 은행명을 우리은행으로 변경하였다.

### 민영화 추진
- 2010년 우리금융지주 1차 민영화 당시 유력 후보인 하나금융지주의 외환은행 인수 선회로 실패하였다.
- 2011년 우리금융지주 2차 민영화 당시 유력 후보인 산은금융지주 강만수의 특혜 시비로 실패하였다.
- 2012년 우리금융지주 3차 민영화 당시 유력 후보인 KB금융지주의 ING생명 인수 선회로 실패하였다.
- 2013년 우리금융지주 4차 민영화 당시 증권사와 지방은행 등 계열사들이 분리매각되었다.
- 2014년 7월 우리금융지주 이사회는 우리은행과 합병을 결의하였는데 합병 비율은 1:1, 합병 기일은 2014년 11월 1일이었다. 우리은행의 우리금융지주 흡수합병은 4차 민영화의 일환으로 우리은행 지분을 매각하기 위한 절차이다.
- 2014년 9월 공적자금관리위원회는 우리은행 지분 매각을 위한 매각공고를 냈다. 2014년 11월 우리은행 경영권 예비입찰에 중국 안방보험 1곳만 참여하면서 경영권 매각은 실패하였다.
- 2015년 9월 금융위원회는 아랍에미리트, 쿠웨이트, 사우디아라비아의 국부펀드와 실무 협의에 들어갔다.
- 2016년 11월 공적자금관리위원회가 동양생명(4.0%), 미래에셋자산운용(3.7%), 유진자산운용(4.0%), 키움증권(4.0%), 한국투자증권(4.0%), 한화생명(4.0%), IMM프라이빗에쿼티 (6.0%) 등 7곳을 우리은행의 과점 주주로 선정하였다. 과점 주주들에게 낙찰된 지분은 2017년 1월에 완전히 매각되었다.

### 지주사 전환
- 2017년 7월 사모펀드인 웰투시인베스트먼트를 통해 아주캐피탈과 아주저축은행을 인수하였다. 2018년 지주사 전환을 추진하여 2019년 1월 우리금융지주를 재출범하였다.

## 연혁

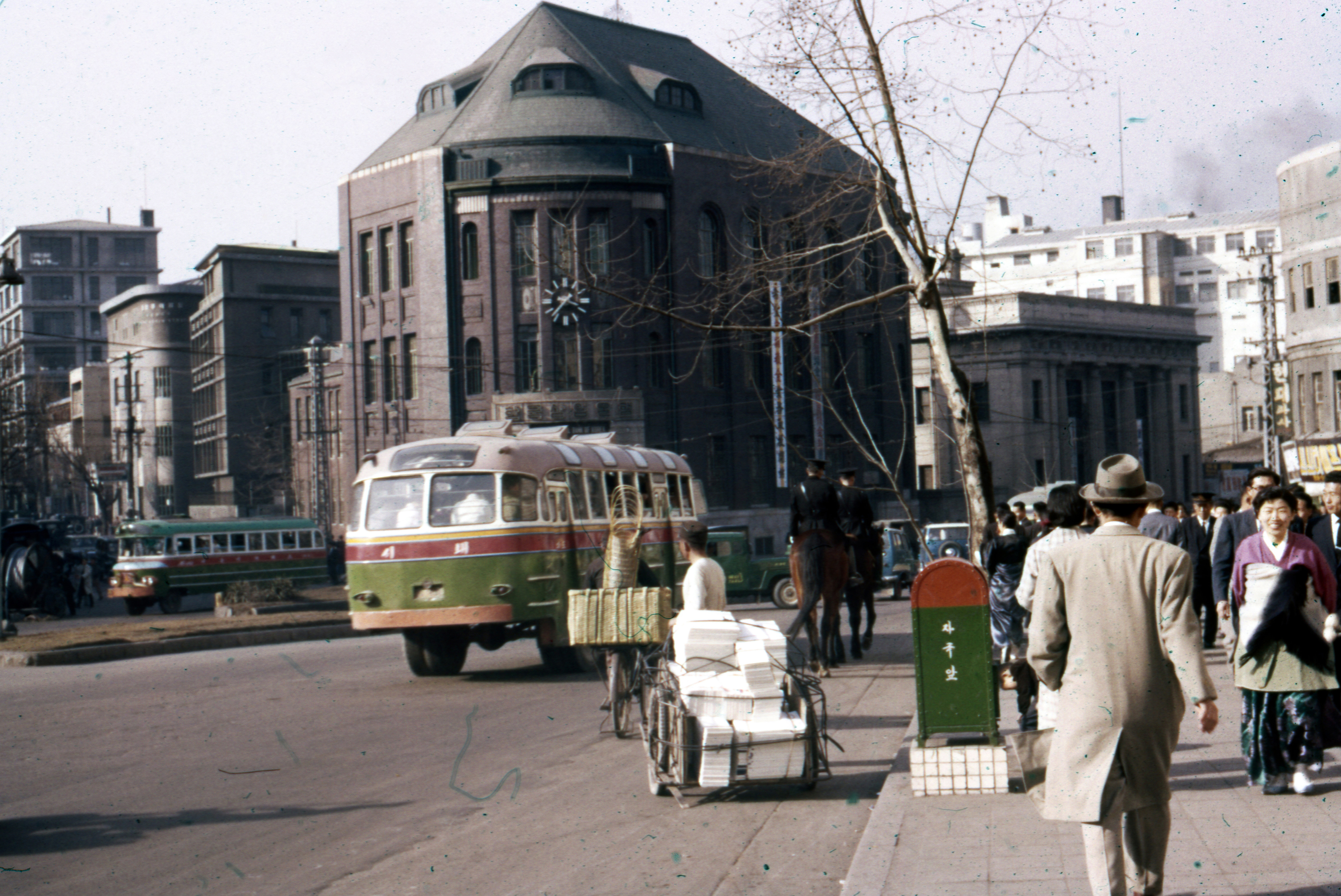
옛 한국상업은행 본점 (1960년)

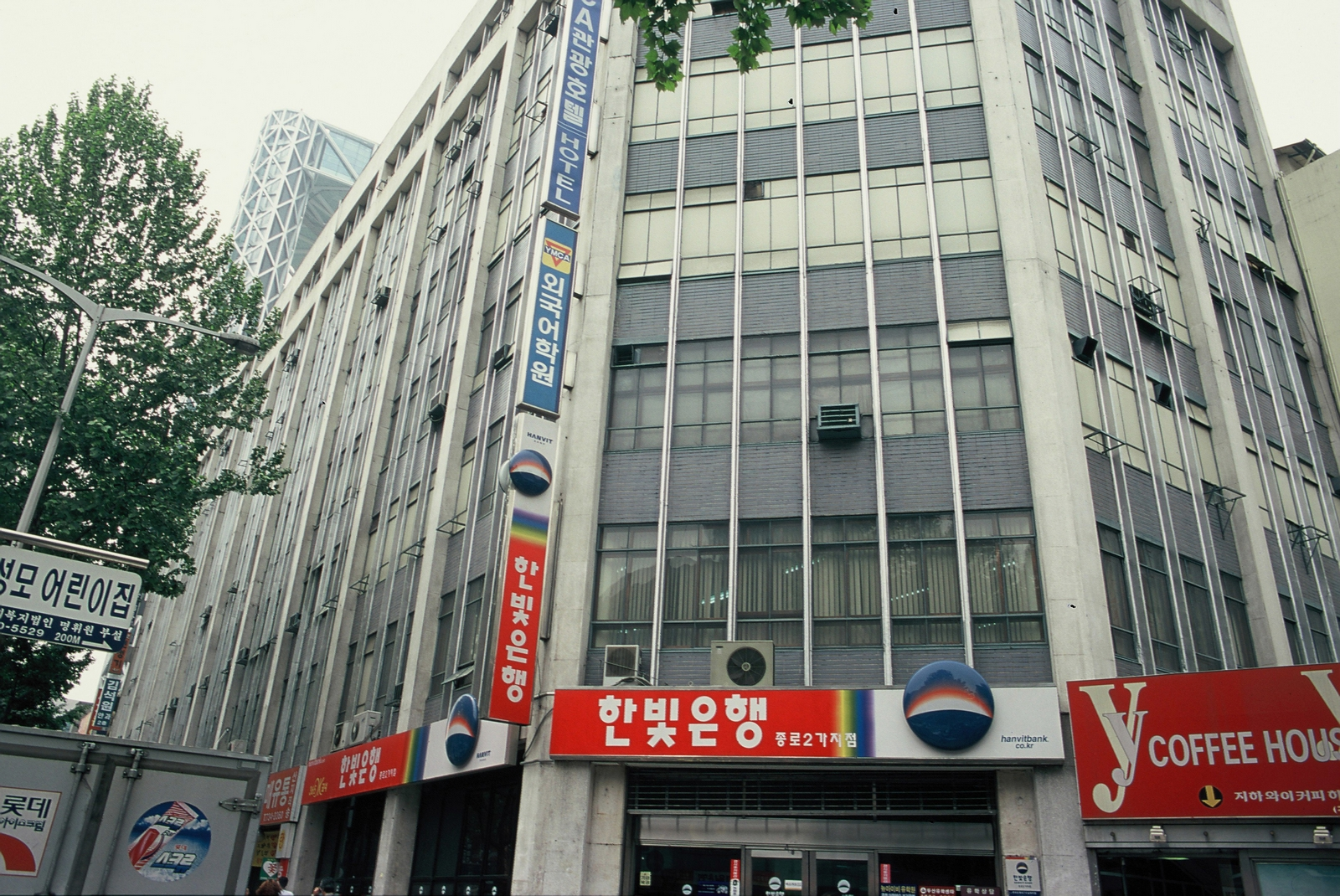
한빛은행 종로2가점 (2000년)

- 1899년 : 대한제국 고종 황제의 적극적인 지원 아래 대한천일은행으로[2] 설립.
- 1899년 : 초대 은행장으로 농상공부대신을 역임한 민병석을 임명. 이후 은행장을 의민태자(영친왕)로 변경. 일반은행 업무 및 중앙은행 업무 동시 수행.
- 1911년 : 대한천일은행에서 조선상업은행으로 행명 변경.
- 1915년 : 경성부청(현 서울특별시청)과 금고 계약 체결.[3]
- 1925년 : 조선상업은행이 대동은행을 흡수합병함.
- 1928년 : 조선상업은행이 삼남은행을 흡수합병함.
- 1932년 : 조선신탁주식회사 설립.
- 1946년 : 조선신탁주식회사에서 조선신탁은행으로 개명.
- 1950년 : 조선상업은행에서 한국상업은행으로 행명 변경.
- 1954년 : 조선신탁은행이 한국상공은행(구 조선무진)을 흡수합병하고 한국흥업은행으로 행명 변경.
- 1956년 : 증권거래소(현 한국거래소) 상장.
- 1960년 : 한국흥업은행에서 한일은행으로 행명 변경.
- 1980년 : 한일은행 CI 변경.
- 1981년 : 한일은행이 대한민국 최초로 은행 민영화 시도.
- 1997년 : IMF 사태 이후 예금보험공사가 지분 매입.
- 1998년 7월 : 한국상업은행과 한일은행이 대등합병. 은행의 존속 법인은 한국상업은행, 비씨카드 회원사 자격은 한일은행으로 지정.
- 1999년 1월 : 한빛은행 출범.
- 1999년 12월 27일: 중구 회현동1가로 본점 이전.
- 2001년 4월 : 지주사로 전환해 우리금융그룹 출범.
- 2001년 5월 31일 : 한국산업은행과 업무제휴 협약
- 2001년 12월 : 평화은행 흡수합병
- 2002년 5월 : 한빛은행에서 우리은행으로 행명 변경.
- 2003년 : 철도청(현 한국철도공사)과 주거래 계약 체결.
- 2004년 : 우리신용카드의 경영난으로 신용카드 사업부문으로 흡수.
- 2013년 4월 : 신용카드 사업부문을 우리카드로 분사.
- 2014년 11월 : 우리금융지주 흡수합병으로 우리금융그룹 해체.
- 2015년 2월 : 인도네시아 우리소다라은행(Bank Woori Saudara) 공식 출범.
- 2015년 5월 : 국내 첫 모바일 전문은행 ‘위비뱅크(WiBee Bank)’ 출범.
- 2016년 12월 : 7곳의 과점주주 매각 완료.
- 2017년 7월 : 사모펀드인 웰투시인베스트먼트를 통해 아주캐피탈과 아주저축은행 인수.
- 2018년 12월 : 서울특별시 중구청과 ‘중구 어르신 공로수당카드’ 업무 협약.
- 2019년 1월 : 금융지주사로 다시 전환해 우리금융그룹 재출범.
- 2019년 5월 : 우리은행 영업점 창구에서 현대카드 상품 판매 개시.
- 2019년 5월 : 롯데카드 지분 20% 인수, MBK 파트너스와 컨소시엄을 구성하여 MBK 파트너스가 롯데카드 지분 60% 인수금융 지원.
- 2020년 12월 : 한국산업은행과의 업무 제휴 종료.[4]

## 영업점

### 국내 지점
- 지점 및 출장소: 711개

### 해외 지점
- 독일 - 유럽우리은행(법인)
- 러시아 - 러시아우리은행(법인)
- 말레이시아 - 쿠알라룸푸르
- 미국 - 우리아메리카은행(법인)
- 미얀마 - 우리파이낸스미얀마(법인)
- 바레인 - 바레인
- 방글라데시 - 다카
- 베트남 - 하노이, 호치민
- 브라질 - 브라질우리은행(법인)
- 싱가포르 - 싱가포르
- 아랍에미리트 - 두바이
- 영국 - 런던
- 이란 - 테헤란
- 인도 - 첸나이
- 인도네시아 - 우리소다라은행(법인)
- 일본 - 도쿄
- 중국 - 중국우리은행(법인)
- 캄보디아 - WB파이낸스(법인)
- 폴란드 - 카토비체
- 필리핀 - 우리웰스뱅크(법인)
- 헝가리 - 부다페스트
- 호주 - 시드니
- 홍콩 - 홍콩우리투자은행(법인)

## 고시 통화

### 취급외환
고시 통화는 다음과 같다. 하지만 하나은행과 달리 캄보디아 리엘, 아르헨티나 페소, 피지 달러는 공항 지점, 우리은행 회현동1가 본점, 몇몇 지점에서 현찰 매각만 가능하다.
- 아시아
  -  일본 엔 (1,000, 5,000, 10,000)
  -  중국 위안 (1, 2, 5, 10, 20, 50, 100)
  -  태국 밧 (20, 50, 100, 500, 1,000)
  -  싱가포르 달러 (2, 5, 10, 20, 50, 100, 1,000, 10,000)
  -  베트남 동 (100, 200, 500, 1,000, 2,000, 5,000, 10,000, 20,000, 50,000, 100,000, 200,000, 500,000)
  -  중화민국 신 대만 달러 (100, 200, 500, 1,000, 2,000)
  -  인도네시아 루피아 (100, 500, 1,000, 2,000, 5,000, 10,000, 20,000, 50,000, 100,000)
  -  인도 루피 (1, 2, 5, 10, 20, 50, 100, 500, 1,000)
  -  파키스탄 루피 (5, 10, 20, 50, 100, 500, 1,000, 5,000)
  -  필리핀 페소 (5, 10, 20, 50, 100, 200, 500, 1,000, 2,000)
  -  홍콩 달러 (10, 20, 50, 100, 500, 1,000)
  -  브루나이 달러 (1, 5, 10, 20, 25, 50, 100, 500, 1,000, 10,000)
  -  방글라데시 타카 (1, 2, 5, 10, 20, 50, 100, 200, 500)
  -  튀르키예 리라 (1, 5, 10, 20, 50, 100, 200)
  -  몽골 투그릭 (500, 1,000, 5,000, 10,000, 20,000)
  -  캄보디아 리엘 (100, 200, 1,000, 2,000, 5,000, 10,000, 20,000, 50,000, 100,000)
- 오세아니아와 대양주
  -  오스트레일리아 달러 (5, 10, 20, 50, 100)
  -  뉴질랜드 달러 (5, 10, 20, 50, 100)
  -  피지 달러 (2, 5, 10, 20, 50, 100)
- 북아메리카와 남아메리카
  -  미국 달러 (1, 2, 5, 10, 20, 50, 100)
  -  캐나다 달러 (5, 10, 20, 50, 100)
  -  멕시코 페소 (20, 50, 100, 200, 500, 1,000)
  -  브라질 레알 (1, 2, 5, 10, 20, 50, 100)
  -  아르헨티나 페소 (2, 5, 10, 20, 50, 100)
- 유럽
  -  유럽 연합 유로 (5, 10, 20, 50, 100, 200, 500)
  -  영국 파운드 (5, 10, 20, 50)
  -  스웨덴 크로나 (20, 50, 100, 500, 1,000)
  -  노르웨이 크로네 (50, 100, 200, 500, 1,000)
  -  덴마크 크로네 (50, 100, 200, 500, 1,000)
  -  스위스 프랑 (10, 20, 50, 100, 500, 1,000)
  -  폴란드 즈워티 (10, 20, 50, 100, 200)
  -  헝가리 포린트 (200, 500, 1,000, 2,000, 5,000, 10,000, 20,000)
  -  러시아 루블 (5, 10, 50, 100, 500, 1,000, 5,000)
  -  체코 코루나 (100, 200, 500, 1,000, 5,000)
- 중동/아프리카
  -  이집트 파운드 (0.25, 0.5, 1, 5, 10, 20, 50, 100, 200)
  -  이스라엘 신 셰켈 (1, 5, 10, 20, 50, 100, 200)
  -  남아프리카 공화국 랜드 (10, 20, 50, 100, 200)
  -  쿠웨이트 디나르 (1/4, 1/2, 1, 5, 10, 20)
  -  사우디아라비아 리얄 (1, 5, 10, 50, 100, 200, 500)
  -  아랍에미리트 디르함 (5, 10, 20, 50, 100, 200, 500)
  -  요르단 디나르 (1/2, 1, 5, 10, 20, 50)
  -  바레인 디나르 (1/2, 5, 10, 20)
  -  카타르 리얄 (1, 5, 10, 50, 100, 500)

## 교통카드
ATM에서 캐시비, 티머니, 레일플러스 등을 충전할 수 있다. 유일하게 ATM에서 유패스를 충전할 수 있었던 시중은행이었으나, 유패스가 단종된 후 2014년 11월에 레일플러스의 충전으로 대체되었다.
시중은행의 ATM 중 유일하게 캐시비의 1,000원 단위 충전이 가능하지만, 10,000원부터 받고 있기 때문에 1,000원 단위로 충전시에는 최소 11,000원부터 시작한다.
티머니를 현금으로 충전할 때 ATM에 최대 50,000원까지 입금이 가능하기 때문에 50,000원 초과 금액은 재차 충전해야 한다. ATM에서 "우리카드로 충전"을 선택하였을 때도 1회 최대 충전 한도는 50,000원이다.
2014년 7월 27일에는 국토교통부의 One card, all pass 인증을 받은 신형 캐시비가 장착된 현금카드를 출시했다. 발급받고 싶으면, 자재가 있는 영업점을 사전에 조회해야 한다.

## 같이 보기
- 대한민국의 금융기관 목록